# Юр'я (смт)
Юр'я́ (рос. Юрья) — селище міського типу, центр Юр'янського району Кіровської області, Росія. Адміністративний центр та єдиний населений пункт Юр'янського міського поселення.

## Населення
Населення становить 5364 особи (2017; 5404 у 2016, 5367 у 2015, 5433 у 2014, 5436 у 2013, 5446 у 2012, 5668 у 2010, 5446 у 2009, 6169 у 2002, 14821 у 1989, 10193 у 1979, 8225 у 1970, 5217 у 1959).

## Історія
Селище було засноване 1899 року при будівництві залізниці Перм-Вятка-Котлас і входи до складу Івановської сільради. 1933 року Юр'я стала центром Верховінського району. 1958 року селище отримало статус селища міського типу, 1963 року воно стало центром Юр'янського району.